# Бартолиновы железы
Бартоли́новы же́лезы, также больши́е вестибуля́рные железы (лат. vestibulum «преддверие») или больши́е же́лезы преддве́рия (лат. glandula vestibularis major) — большие парные железы преддверия влагалища, получившие своё название в честь датского анатома Каспара Бартолина-младшего (1655—1738), впервые подробно описавшего их.

## Описание
Бартолиновы железы вместе с малыми вестибулярными железами преддверия (железами Скина, или парауретральными железами) — гомологичны бульбоуретральным железам мужской репродуктивной системы. Расположены в толще больших половых губ у их основания. Величина их около 0,5—1 см, выводной проток бартолиновой железы длиной 1,5—2,5 см открывается на внутренней поверхности малой половой губы на границе средней и задней её трети.

## Функции
Основной функцией бартолиновых желёз является способствование безболезненному для женщины осуществлению полового акта (и для мужчины тоже). При половом возбуждении и коитусе бартолиновы железы выделяют солоноватую серовато-прозрачную тягучую содержащую муцин и богатую белком жидкость, которая поддерживает нормальную влажность слизистой оболочки входа во влагалище и выполняет роль смазки для двигающегося внутри влагалища полового члена мужчины.

## Заболевания
К заболеваниям, которым подвержены бартолиновы железы, относятся рак и бартолинит (bartholinitis) — воспаление, вызванное гонококком, стафилококком, стрептококком, кишечной палочкой, влагалищной трихомонадой.